# 捷和电机集团
捷和电机集团总部位于香港，是专业生产高质量直流和交流电机的世界主要电机供应商之一，业务遍及世界各地。其产品可以用在很多领域，如家用电器捷家伴、电动工具、吸尘机、医疗设备、个人护理产品、办公设备、制冷暖通、泵、地板清洁护理设备以及移动产品，甚至是汽车市场。

## 历史
捷和的历史可以追溯到1978年捷和实业有限公司收购华明电子有限公司。
1983年，华明电子有限公司被纳入到捷和实业有限公司的一家子公司——Eastern Time Limited（ETL），将其作为电机部门，促成了公司的兼容技术多样化。
1987年，ETL的电机部门经过重组，成为捷和实业有限公司的一个新子公司——捷和电机有限公司（CCL）。1989年，与日本Matoba电气制造有限公司建立了技术合作关系，进一步提升了公司的生产技术。
1992年，CCL脱离了捷和实业有限公司，成为一家独立的公司。凭借公司对产品类型不断升级的政策.
1994年，公司建立了一家子公司——捷和工业电机有限公司（CIM），加快了开拓工业应用的脚步。
2001年，捷和电机加快拓展在美国、欧洲和亚洲的电机市场中的份额。作为全球性的电机供应商之一，在全球范围内，该公司已经在30多个国家中开展了业务。高质量的成果、有机增长、对市场的积极响应等各种因素，成就了该公司在消费者、工业以及汽车市场中的强势地位。
2003年，厂房在中国深圳沙井落成，每月的马达生产量超过百万只。
2005年，捷和电机集团(CCG)中的“捷和汽车电机有限公司”(CCAL)成立，并且为汽车市场开发了一系列的永磁直流电机。
2007年，为了在所有与动能相关的应用领域中，进一步实现公司开发创新产品的战略目标，捷和电机集团(CCG)新建立了一个研发中心。这个新研发中心坐落在深圳南山，依傍中国人才密集的城市，创造了一个平台，成功地将企业重新定位为具有创新型动能解决方案的供应商。
2008年，成立了一个新的业务部门 - 品牌产品事业部。 捷和电机集团(CCG)建立了家捷宝有限公司(Homelektro)和诺特思国际有限公司(Nortus)，以打造自己的品牌，提供食物垃圾处理和电动窗帘机领域的解决方案。
2012年，与德国公司合作，强化提升汽车电机的技术。
2015年，建立丰城厂房，生产工业电机、驱动器和代工产品。
现在，CCG继续发展全球性的销售网络，使其能覆盖大部分主要国家和城市，以确保客户能得到优质的产品和服务。